# 1956 a jogalkotásban
1956-ban az alábbi jogszabályokat alkották meg:

## Magyarország

### Törvények (4)
- 1956. évi I. törvény 	 az Egyesült Nemzetek Alapokmányának törvénybe iktatásáról
- 1956. évi II. törvény 	 a Magyar Népköztársaság 1956. évi költségvetéséről
- 1956. évi III. törvény 	 a szénbányászati minisztérium és a vegyipari és energiaügyi minisztérium átszervezéséről
- 1956. évi IV. törvény 	 a szabálysértési bizottságokról

### Törvényerejű rendeletek (36)
- Forrás: Törvényerejű rendeletek teljes listája (1949 - 1989)
- 1956. évi 1. tvr. a község- (város-) fejlesztési hozzájárulásról[1](jan. 4.)
- 1956. évi 2. tvr. a költségvetés végrehajtásáról szóló évi jelentés előterjesztéséről[2] (jan. 18.)
- 1956. évi 3. tvr. a Magyar Népköztársaság Kormánya és a Román Népköztársaság Kormánya között a nyugdíjjal kapcsolatos egyes kérdések rendezése tárgyában Budapesten, az 1955. évi július hó 9. napján kötött egyezmény közzétételéről (jan. 26.)
- 1956. évi 4. tvr. a felsőoktatási intézmények szervezeti kérdéseiről (febr. 8.)
- 1956. évi 5. tvr. a könyvtárügy szabályozásáról (márc. 9.)
- 1956. évi 6. tvr. az egyes korábbi Kábítószer Egyezmények módosítása tárgyában New Yorkban, 1946. évi december hó 11-én kelt jegyzőkönyv kihirdetéséről (márc. 18.)
- 1956. évi 7. tvr. az 1955. évi 11. tvr. módosításáról és a kegyelem kiterjesztéséről (ápr. 4.)
- 1956. évi 8. tvr. a Magyar Nemzeti Bankról (ápr. 17.)
- 1956. évi 9. tvr. a növényvédelemről (máj. 20.)
- 1956. évi 10. tvr. a mezőgazdasági technikumokról (máj. 20.)
- 1956. évi 11. tvr. a társadalmi tulajdon büntetőjogi védelméről szóló 1950. évi 24. tvr. módosításáról, illetve kiegészítéséről (máj. 20.)
- 1956. évi 12. tvr. a Nemzetközi Hűtéstechnikai Intézet tárgyában Párizsban, 1954. évi december hó 1. napján kelt nemzetközi egyezmény kihirdetéséről (jún. 14.)
- 1956. évi 13. tvr. a tűzoltóságról és a tűzrendészetről (jún. 23.)
- 1956. évi 14. tvr. a technikumot végzettek kötelező szakmai gyakorlati idejének rendezéséről (jún. 23.)
- 1956. évi 15. tvr. a földrendezésekről és tagosításokról (júl. 19.)
- 1956. évi 16. tvr. a szabálysértések megállapításának rendjéről és egyes bűntettek szabálysértéssé minősítéséről (júl. 24.)
- 1956. évi 17. tvr. a „Magyar Népköztársaság Zászlórendje” alapításáról (júl. 28.)
- 1956. évi 18. tvr. az állami begyűjtés többéves rendszeréről szóló 1953. évi 27. tvr. 6. §-ának módosításáról (??)
- 1956. évi 19. tvr. a Magyar Népköztársaság Kormánya és a Csehszlovák Köztársaság Kormánya között az egészségügyi együttműködés tárgyában Budapesten, az 1955. évi április hó 28. napján kötött egyezmény kihirdetéséről (okt. 18.)
- 1956. évi 20. tvr. a miskolci műszaki egyetem elnevezéséről (okt. 18.)
- 1956. évi 21. tvr. a mezőgazdasági termények és termékek kötelező beadásának megszüntetéséről (nov. 12.)
- 1956. évi 22. tvr. egyes bűncselekmények tekintetében a büntető eljárás egyszerűsítéséről (nov. 12.)
- 1956. évi 23. tvr. a Magyar Nemzeti Bank feletti felügyelet gyakorlásáról (nov. 20.)
- 1956. évi 24. tvr. a miniszterhelyettesek kinevezéséről (nov. 20.)
- 1956. évi 25. tvr. a munkástanácsokról (nov. 24.)
- 1956. évi 26. tvr. a doktori cím adományozásáról szóló 1951. évi 26. tvr. 8. § (1) bekezdésének hatálytalanításáról (dec. 1.)
- 1956. évi 27. tvr. az 1956. évi október hó 23. napját követőleg külföldre távozott személyek közkegyelemben  részesítéséről (dec. 1.)
- 1956. évi 28. tvr. a rögtönbíráskodásról (dec. 11.)
- 1956. évi 29. tvr. a gyári munkásőrségek fegyverviselésének szabályozásáról (dec. 11.)
- 1956. évi 30. tvr. a gyűlések és felvonulások ideiglenes engedélyhez kötéséről (dec. 12.)
- 1956. évi 31. tvr. a közbiztonsági őrizetről (dec. 13.)
- 1956. évi 32. tvr. az 1956. évi 28. tvr. kiegészítéséről (dec. 13.)
- 1956. évi 33. tvr. egyes minisztériumok összevonásáról és megszüntetéséről (dec. 29.)
- 1956. évi 34. tvr. az öregségi nyugdíjjal kapcsolatos átmeneti intézkedésekről (dec. 29.)
- 1956. évi 35. tvr. a rendőrségről szóló 1955. évi 22. tvr. kiegészítéséről (dec. 30.)
- 1956. évi 36. tvr. a kötelező tűz- és jégbiztosítás megszüntetéséről (dec. 30.)

### Kormányrendeletek

#### Minisztertanácsi rendeletek
- 1/1956. (I. 18.) MT rendelet 	 az ózdi járásbíróság és járási ügyészség felállításáról szóló 77/1954. (XII. 11.) MT rendelet módosításáról
- 2/1956. (I. 26.) MT rendelet 	 a mezőőri feladatok ellátásáról
- 3/1956. (I. 29.) MT rendelet 	 egyes járásbíróságok és járási ügyészségek megszüntetéséről
- 4/1956. (II. 8.) MT rendelet 	 a fegyveres és rendészeti testületeknek azok tagjai által okozott károk megtérítéséről
- 5/1956. (II. 21.) MT rendelet 	 az állami kiskereskedelmi vállalatok árukészlet ügyleteiről
- 6/1956. (II. 21.) MT rendelet 	 a mezőgazdasági termelőszövetkezetekbe belépő tagok 1956. évi általános jövedelemadó mentességéről
- 7/1956. (II. 21.) MT rendelet 	 Polgáron és Sellyén' járásbíróság szervezéséről
- 8/1956. (II. 26.) MT rendelet 	 a kenyérgabona, a kenyér és a liszt rendeltetésellenes felhasználásának elbírálásáról
- 9/1956. (III. 7.) MT rendelet 	 a helyi vízkárok elhárítására közerők térítés nélküli igénybevételéről
- 10/1956. (IV. 24.) MT rendelet 	 a pártfőiskolai oklevél képesítő jellegéről
- 11/1956. (IV. 24.) MT rendelet 	 a lakóházszövetkezetek szervezéséről és a szövetkezeti társasházak építéséről
- 12/1956. (V. 11.) MT rendelet 	 az öntözővíz felhasználásának és díjának szabályozásáról
- 13/1956. (V. 25.) MT rendelet 	 a kenyérgabona kötelező vetéséről
- 14/1956. (V. 30.) MT rendelet 	 a dolgozók munkaviszonyát érintő egyes kérdések szabályozásáról
- 15/1956. (V. 30.) MT rendelet 	 a raktárakban és a kereskedelmi üzletekben dolgozók anyagi felelősségéről szóló 98/1952. (X. 19.) MT rendelet módosításáról és kiegészítéséről
- 16/1956. (V. 30.) MT rendelet 	 a dolgozók társadalombiztosítási nyugdíjáról szóló 1954. évi 28. törvényerejű rendelet végrehajtásaként megjelent 69/1954. (XI. 2.) MT rendelet kiegészítéséről
- 17/1956. (VI. 3.) MT rendelet 	 a gépállomások és a termelőszövetkezetek között a gépállomási szerződéssel kapcsolatban keletkező vitás ügyek eldöntésére alakított döntőbizottság szervezetéről és működéséről
- 18/1956. (VI. 10.) MT rendelet 	 a 26/1955. (IV. 12.) MT rendelet hatályának módosításáról
- 19/1956. (VI. 21.) MT rendelet 	 a Magyar Képzőművészeti Főiskola tanulmányi idejének felemeléséről szóló 42/1954. (VII. 25.) MT rendelet kiegészítéséről
- 20/1956. (VI. 23.) MT rendelet 	 a 61/1955. (X. 11.) MT rendelet kiegészítéséről
- 21/1956. (VI. 26.) MT rendelet 	 a 18/1956. (VI. 10.) MT rendelettel hatályba lépett 26/1955. (IV. 12.) MT rendelet egyes rendelkezéseinek módosításáról
- 22/1956. (VI. 28.) MT rendelet 	 a kenyérgabona állami felvásárlásának szabályozásáról
- 23/1956. (VII. 28.) MT rendelet 	 a gabona forgalmára és felhasználására vonatkozó rendelkezések megszegésének és kijátszásának büntetéséről
- 24/1956. (VIII. 1.) MT rendelet 	 a letelepedés engedélyhez kötésének megszüntetéséről
- 25/1956. (VIII. 30.) MT rendelet 	 az árvíz- és belvízvédekezésről, valamint a helyi vízkárelhárításról szóló 10/1955. (II. 15.) MT rendelet módosításáról
- 26/1956. (IX. 2.) MT rendelet 	 a felsőoktatási intézmények dolgozóinak bérrendezéséről
- 27/1956. (IX. 2.) MT rendelet 	 a tudományos kutatóintézetek dolgozóinak bérrendezéséről
- 28/1956. (IX. 7.) MT rendelet 	 a mérőeszközök típusvizsgálatáról
- 29/1956. (IX. 8.) MT rendelet 	 a volt déli határsáv létesítésével érintett egyes személyek vagyonjogi igényeinek érvényesítéséről
- 30/1956. (IX. 8.) MT rendelet 	 a tűzoltóságról és a tűzrendészetről
- 31/1956. (IX. 16.) MT rendelet 	 a kukoricaértékesítés szerződéses rendszeréről
- 32/1956. (IX. 16.) MT rendelet 	 a kukorica, napraforgómag és burgonya, valamint a bor forgalmára és felhasználására vonatkozó rendelkezések megszegésének és kijátszásának büntetéséről
- 33/1956. (IX. 16.) MT rendelet 	 a húsjellegű keresztezett sertések szerződéses áráról
- 34/1956. (IX. 29.) MT rendelet 	 a 29/1956. (IX. 8.) MT rendelet kiegészítéséről
- 35/1956. (IX. 30.) MT rendelet 	 a lakásbérletről
- 36/1956. (X. 14.) MT rendelet 	 a Tűzbiztonsági Érem alapításáról szóló 190/1951. (XI. 3.) MT rendelet módosításáról
- 37/1956. (X. 14.) MT rendelet 	 egyes munkaügyi kérdések intézésének egyszerűsítéséről

#### Kormányrendeletek
- 1/1956. (XI. 9.) Korm. rendelet a központi és helyi szervek munkájának megindításáról
- 2/1956. (XI. 16.) Korm. rendelet a munkástanácsok működéséről
- 3/1956. (XI. 16.) Korm. rendelet a 33/1955. (VI. 14.) MT rendelet hatályon kívül helyezéséről
- 4/1956. (XI. 24.) Korm. rendelet egyes nagyüzemekbe kormánymegbízottak kinevezéséről
- 5/1956. (XII. 11.) Korm. rendelet a károk helyreállításához és a lakosság ellátásához szükséges áruk exportjának tilalmáról
- 6/1956. (XII. 11.) Korm. rendelet a rögtönbíráskodás részletes szabályainak megállapításáról
- 7/1956. (XII. 13.) Korm. rendelet december 26-ának fizetett munkaszüneti nappá nyilvánításáról
- 8/1956. (XII. 13.) Korm. rendelet az 1956. évi október hó 23-a után elhagyottá vált vagyontárgyakról
- 9/1956. (XII. 13.) Korm. rendelet a magániparosok és magánkereskedők által foglalkoztatott alkalmazottak után járó külön általános jövedelemadó megszüntetéséről
- 10/1956. (XII. 15.) Korm. rendelet a bérek kifizetése terén szükséges rend helyreállításáról és az 1956. decemberi bérek kifizetéséről
- 11/1956. (XII. 19.) Korm. rendelet a gépjárművezetők és kísérők munkabérének és munkafeltételeinek megállapításáról
- 12/1956. (XII. 19.) Korm. rendelet a munkaszüneti napokról
- 13/1956. (XII. 19.) Korm. rendelet 	 a december végi munkaszüneti napok áthelyezéséről
- 14/1956. (XII. 24.) Korm. rendelet 	 a gyermektelenek adójának megszüntetéséről
- 15/1956. (XII. 29.) Korm. rendelet 	 a népgazdaság átszervezésével kapcsolatos munkaügyi kérdésekről
- 16/1956. (XII. 29.) Korm. rendelet 	 a bérfizetés 1957. január 1. utáni rendszeréről
- 17/1956. (XII. 30.) Korm. rendelet 	 az állami és szövetkezeti vállalatok termékeinek és készleteinek forgalombahozataláról

### Egyéb fontosabb jogszabályok

#### NET határozatok
- 1956. évi 2. NET határozat Egyes járások megszüntetéséről[2]
- 1956. évi 18. NET határozat Az Országgyűlés összehívásáról[3]

#### Minisztertanácsi határozatok
- 1001/1956. (I. 4. ) Mt. h.' A Községi Tűzoltótestületek alapszabály-mintájáról[1]
- 1002/1956. (I. 7.) Mt. h.  Az érettségizett vagy középiskolában képesítő vizsgát tett fiatalok műszaki tanulóképzéséről és különböző szakmákban történő elhelyezéséről[4]
- 1003/1956. (I. 7.) Mt. h.  Az ipari és mezőgazdasági technikumok egyes kérdéseiről
- 1004/195S. (I. 7.) Mt. h.  Az „Ybl Miklós-díj“ alapításáról szóló 1.009/1953. (XI. 6.) számú minisztertanácsi határozat módosításáról
- 1005/1956. (I. 7.) Mt. h. A vasúti személy-, úti poggyász- és expresszáru fuvarozási szabályzat kiadásáról
- 1088/1956. (IX. 4.) Mt. h. az új szövetkezeti törvény megalkotásáról
- 1094/1956. (IX. 27.) Mt. h.A Magyar Enciklopédia szerkesztéséről és kiadásáról.[5]
- 1095/1956. (IX. 27.) Mt. h. A Földművelésügyi Minisztérium által rendezett Országos Mezőgazdasági Kiállításon közszemlére kitett találmányok, továbbá minták és védjegyek időleges oltalmáról.[5]
- 1038/1956. (IX. 29.) Mt. h. Az Alkotmány ünnepének tiszteletére folyó verseny első helyezettjeinek jutalmazásáról.[6]
- 1037/1956 (IX. 29.) Mt. h. A kötelező szakmai gyakorlatukat végző mezőgazdasági szakemberek munkakönyvének kezeléséről.[6]
- 1095/1956. (X. 5.) Mt. h. A belföldi államkölcsönök kibocsátásának megszüntetéséről és az 1050 január 1. után kibocsátott államkölcsönök visszafizetési feltételeinek módosításáról.[3]
- 1093/1956. (X. 5.) Mt. h. A Csepel Vas- és Fémművekről.[3]

#### Miniszteri rendeletek
- 1/1956. (I. 4.) BM rendelet Az ipari célokat szolgáló robbantóanyagok gyártásának, forgalombahozatalának, tárolásának, őrzésének és felhasználásának engedélyezéséről, valamint ellenőrzéséről[1]
- 2/1956. (I. 11.) ВM rendelet Az állandóan külföldön lakó magyar állampolgárok összeírásáról és állampolgársági jegyzékbe vételéről

- 1/1956. (I. 11.) Bgy. M. rendelet A kukorica, burgonya, napraforgó és bor forgalmi korlátozásának megszüntetéséről
- 14/1956. (IX. 23.) FM rendelet A Lósport Igazgatóság megszüntetéséről.[8]
- 11/1958. (X. 5.) PM rendelet A falusi takarékszövetkezetekről.[3]
- 15/1956. (X. 5.) FM rendelet A termelőszövetkezetek építőbrigádjairól[3]